# Причина смерті
Причи́на сме́рті — захворювання, травма або інший стан, що безпосередньо призвели до смерті людини. Явище, яке об'єктивно (зі внутрішньою необхідністю) призвело до припинення життєдіяльності організму [людини].
Поняття використовується в юриспруденції, медицині, статистиці і має значення для встановлення вини у кримінальному провадженні, правильного оформлення свідоцтва про смерть та адміністративних цілей. Статистика причин смерті є одним з основних джерел медичної інформації, яка дозволяє отримати найбільш точні дані щодо здоров'я населення.
ВООЗ рекумендує розрізняти безпосередню, попередню, первісну (основну) та зовнішню причини смерті. У такому порядку вони записуються до свідоцтва про смерть[⇨].

## Міжнародне визначення причини смерті
У 1967 році Двадцята Всесвітня асамблея охорони здоров'я визначила причини смерті, що включаються до медичного свідоцтва, як «всі хвороби, хворобливі стани або травми, які спричинилися або призвели до смерті, а також обставини нещасного випадку або насильства, які завдали таких травм». Метою цього визначення є фіксування всієї без винятків релевантної інформації про обставини смерті. Це визначення не включає симптоми і механізм смерті, такі як серцева недостатність або дихальна недостатність.

## Кодування причин смерті

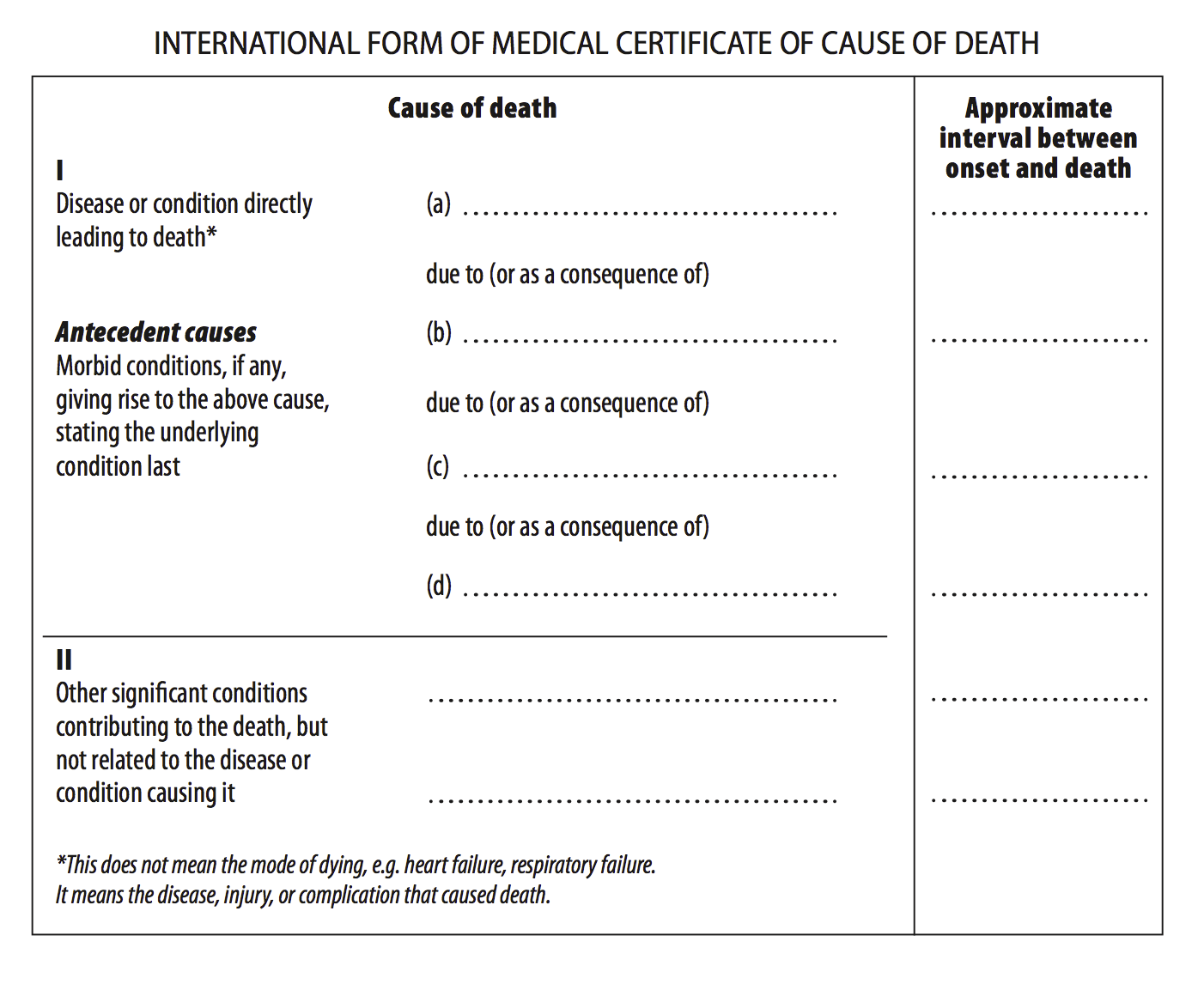
Міжнародна форма медичного свідоцтва про причину смерті

За рішенням Всесвітньої Організації охорони здоров'я, у лікарському свідоцтві про причину смерті повинні реєструватися всі ті хвороби, патологічні стани або травми, які призвели до смерті або сприяли її настанню, а також обставини нещасного випадку або акту насилля, що зумовили смертельну травму.
ВООЗ зазначає, що регулярний облік кількості померлих осіб із зазначенням причини летального наслідку є найважливішим способом оцінки ефективності системи охорони здоров'я країни. За допомогою цих цифр органи громадської охорони здоров'я визначають, чи правильно вони фокусують свою діяльність.
Статистика причин смерті заснована на концепції першопричини, тобто на виборі хвороби або травми, яка зумовила ланцюг патологічних процесів, що призвели до смерті, а також реєстрації обставин нещасного випадку або акту насилля, які викликали смертельну травму.
Медичний працівник, який заповнює лікарське свідоцтво про смерть, зобов'язаний на підставі результатів розтину (якщо він був проведений) та «Карти стаціонарного хворого» визначити хворобу або стан, який безпосередньо призвів до смерті та проаналізувати ланцюг хворобливих процесів, які викликали цей летальний стан, виділити першопричину цього ланцюга подій, тобто визначити першопричину смерті.
Частина І лікарського свідоцтва про смерть (див. зображення праворуч) призначена виключно для реєстрації хворобливих станів, які складають цей ланцюг. Пункти «а—г» включають діагнози і код діагнозу за МКХ-10. Часто померлий мав «букет» різних хвороб. І хоча вони могли вплинути на смерть, для їх реєстрації призначена частина II свідоцтва.
Наприклад:

## Реєстрація причин смерті в актах цивільного стану
Цивільне право розглядає смерть як подію, яка нерозривно пов'язана з фізичною особою і припиняє її можливість бути суб'єктом цивільних прав та обов'язків.
Реєстрація актів цивільного стану є безперервним, постійним, обов'язковим і загальним веденням записів про виникнення і характеристики подій, у тому числі життєво важливих подій, що стосуються населення, як це передбачено вимогами законодавства конкретної країни (Організація Об'єднаних Націй, 2001). У той час як записи актів цивільного стану необхідні для адміністративних і юридичних цілей, вони також забезпечують масив інформації для складання статистики природного руху населення на регулярній основі.
В Україні державна реєстрація смерті за заявою, поданою до закінчення одного року з дня настання смерті, проводиться за останнім місцем проживання померлого, за місцем настання смерті чи виявлення трупа або за місцем поховання.
Підставою для державної реєстрації смерті є лікарське свідоцтво про смерть, фельдшерська довідка про смерть, лікарське свідоцтво про перинатальну смерть або відповідне рішення суду.

## Причина смерті в кримінальному праві
Наука кримінального права має розв'язувати проблему причинного зв'язку між суспільно небезпечним діянням людини і наслідками такого діяння (об'єктивний критерій), пов'язуючи розвиток такого зв'язку з волею цієї людини (внутрішній критерій).
Питання про причинний зв'язок започатковано італійськими юристами середньовіччя щодо діяння проти життя і здоров'я людини. Були розроблені правила так званої теорії виняткової причинності, за якими дія винного мала бути безпосередньою причиною смерті. За цими правилами тілесні ушкодження поділялися на три групи: 1) тілесні ушкодження безумовно смертельні; 2) тілесні ушкодження, які виліковуються; 3) тілесні ушкодження, які тягнуть за собою смерть лише внаслідок випадкових обставин.
Причинний зв'язок смерті з тілесними ушкодженнями визнавався лише у випадках: а) безумовних смертельних ушкоджень (відсікання голови, поранення серця тощо); б) коли смерть від тілесного ушкодження наставала до закінчення так званих критичних днів (наприклад, сорок днів, рік і один день, іноді — сім днів). В основу «критичних днів» покладено, очевидно, релігійне переконання, що душа померлого залишається протягом зазначеного часу в тілі, а після цього відходить до Бога. Військовий артикул Петра І 1716 року називав 15 видів смертельних ран, заподіяння яких пов'язувалося з безумовним настанням смерті.
У науці кримінального права щодо вирішення проблеми причинного зв'язку існує кілька правових концепцій. Основними серед них вважаються теорія причинності conditio sine qua non, або теорія еквівалентної причинності, теорія адекватної причинності і теорія необхідного спричинення (Детальніше:).

## Статистика причин смертності ВООЗ
Останній на сьогодні (2015) комплексний звіт ВООЗ з глобальної теми причин смерті стосується періоду 2000–2012 років.
Так, у 2012 році у всьому світі за оцінками померли 56 мільйонів осіб. Неінфекційні захворювання стали причиною 68% всіх випадків смерті у порівнянні з 60% в 2000 році. Чотири основних НІЗ — це серцево-судинні захворювання, рак, діабет і хронічні захворювання легень. Інфекційні захворювання, материнські, неонатальні хвороби і розлади харчового походження разом узяті склали 23% смертей у світі, а травми стали причиною 9% всіх випадків смерті. Від серцево-судинних захворювань померли 17,5 мільйона чоловік, тобто 3 з кожних 10.
Протягом попереднього десятиліття основними хворобами, які забирали найбільше людських життів, стали ішемічна хвороба серця, інсульт, респіраторні інфекції нижніх дихальних шляхів і хронічна обструктивна хвороба легень.
Рівні летальності від ВІЛ незначно знизилися — з 1,7 мільйона (3,2%) випадків смерті у 2000 році до 1,5 мільйона (2,7%) у 2012 році.
Дедалі більше людей у світі помирає від хронічних хвороб. Від раку легень (поряд з раком трахеї і бронхів) у 2012 році померли 1,6 мільйона (2,9%) осіб порівняно з 1,2 мільйона (2,2%) у 2000 році. Аналогічним чином, у 2012 році від діабету померли 1,5 мільйона (2,7%) у порівнянні 1 мільйоном (2%) у 2000 році.

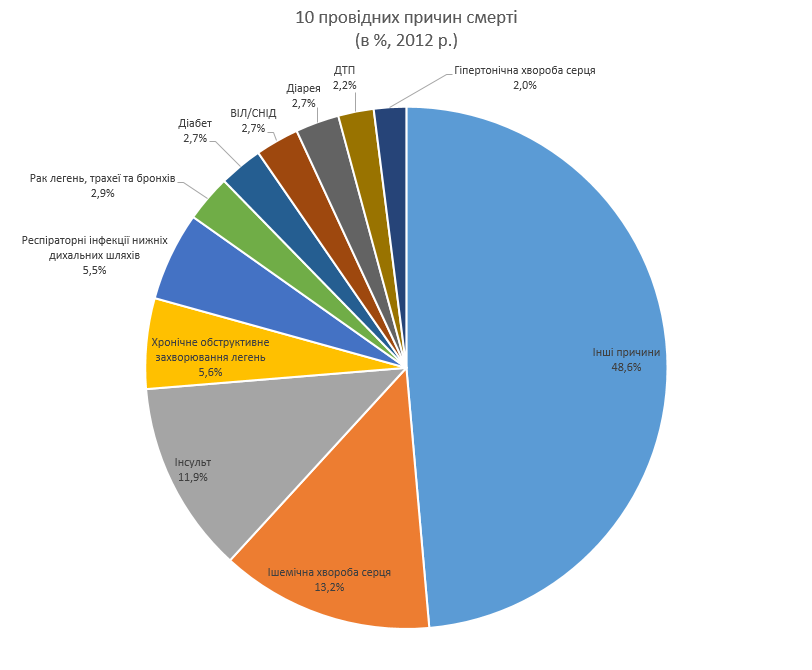
10 провідних причин смерті у 2012 році, %

## Причини смертності в Україні
| Смертність від ВІЛ / СНІДу (на 100000 населення)                             | 46            |
| Кількість смертей новонароджених                                             | 3000          |
| Коефіцієнт неонатальної смертності (на 1000 народжених живими)               | 6.4 [4.5-7.9] |
| Смертність від туберкульозу серед ВІЛ-негативних людей (на 100000 населення) | 16 [15-16]    |

|                                         | Кількість померлих, тис. | Частка |
| --------------------------------------- | ------------------------ | ------ |
| Хвороби систем кровообігу               | 425,6                    | 67,3%  |
| Новоутворення                           | 83,9                     | 13,3%  |
| Зовнішні причини смерті                 | 40,1                     | 6,3%   |
| Хвороби органів травлення               | 25,2                     | 4,0%   |
| Хвороби органів дихання                 | 14,8                     | 2,3%   |
| Деякі інфекційні та паразитарні хвороби | 11,0                     | 1,7%   |
| Інші причини                            | 31,7                     | 5,0%   |
| Всього померлих                         | 632,3                    | 100,0% |

Останніми роками зростає кількість померлих від хвороб систем кровообігу і новоутворень. Зменшується смертність від зовнішніх причин смерті, хвороб органів дихання та інфекційних і паразитарних хвороб.

| Причини смерті                                   | 2005 | 2006 | 2007 | 2008 | 2009 | 2010 | 2011 | 2012 | 2013 | 2014 |
| ------------------------------------------------ | ---- | ---- | ---- | ---- | ---- | ---- | ---- | ---- | ---- | ---- |
| Хвороби системи кровообігу                       | 62,5 | 63,4 | 63,0 | 63,6 | 65,2 | 66,6 | 66,3 | 65,8 | 66,5 | 67,3 |
| Новоутворення                                    | 11,7 | 11,9 | 11,8 | 11,8 | 12,5 | 12,7 | 13,4 | 14,0 | 13,9 | 13,3 |
| Зовнішні причини смерті                          | 9,0  | 8,5  | 8,7  | 8,1  | 6,9  | 6,3  | 6,4  | 6,3  | 6,1  | 6,3  |
| Хвороби органів травлення                        | 4,1  | 4,0  | 4,4  | 4,7  | 4,3  | 3,8  | 3,8  | 4,2  | 4,2  | 4,0  |
| Хвороби органів дихання (J00-J99)                | 3,6  | 3,3  | 3,3  | 3,1  | 3,0  | 2,8  | 2,7  | 2,6  | 2,5  | 2,3  |
| Деякі інфекційні та паразитарні хвороби (A00-99) | 2,2  | 2,2  | 2,2  | 2,3  | 2,1  | 2,1  | 2,1  | 2,1  | 1,9  | 1,7  |
| Інші причини                                     | 7,0  | 6,7  | 6,7  | 6,4  | 6,0  | 5,6  | 5,4  | 5,0  | 4,8  | 5,0  |

| 1898 | 1908 | 1925 | 1960 | 1965 | 1970 | 1975 | 1980 | 1985 | 1990 | 1995 | 2000 | 2005 | 2010 | 2013 | 2014 |
| ---- | ---- | ---- | ---- | ---- | ---- | ---- | ---- | ---- | ---- | ---- | ---- | ---- | ---- | ---- | ---- |
| 235  | 192  | 146  | 30   | 20   | 17   | 20   | 17   | 16   | 13   | 15   | 12   | 10   | 9,1  | 8,0  | 7,7  |